# Gagnoa
Gagnoa is een stad in Ivoorkust en is de hoofdplaats van de regio Gôh (vroeger Fromager) en van het district Gôh-Djiboua. Gagnoa telde 160.465 inwoners in 2014 en is de op zeven na grootste stad van Ivoorkust.
De stad is ontstaan uit een Franse militaire basis die werd gesticht in 1912. Het is een regionaal handelscentrum van waaruit de exportproducten koffie, cacao en tropisch hardhout worden vervoerd naar de zeehaven van San-Pédro. De stad ligt aan de autowegen A2 en A4.

## Klimaat
Gagnoa heeft een tropisch klimaat; februari is de warmste maand met een gemiddelde temperatuur van 28,9° C en augustus de minst warme met een gemiddelde temperatuur van 25,6° C. De meeste regen valt tussen maart en oktober.

## Religie
Gagnoa is de zetel van een rooms-katholiek aartsbisdom.

## Geboren
- Alain Gouaméné (1966), Ivoriaans voetballer